# (100820) 1998 FM139
(100820) 1998 FM139 es un asteroide perteneciente al cinturón de asteroides, región del sistema solar que se encuentra entre las órbitas de Marte y Júpiter, descubierto el 28 de marzo de 1998 por el equipo del Lincoln Near-Earth Asteroid Research desde el Laboratorio Lincoln, Socorro, Nuevo México, Estados Unidos.

## Designación y nombre
Designado provisionalmente como 1998 FM139. 

## Características orbitales
1998 FM139 está situado a una distancia media del Sol de 2,366 ua, pudiendo alejarse hasta 2,561 ua y acercarse hasta 2,170 ua. Su excentricidad es 0,082 y la inclinación orbital 5,453 grados. Emplea 1329,54 días en completar una órbita alrededor del Sol.

## Características físicas
La magnitud absoluta de 1998 FM139 es 16. 